# Los días intactos
Los días intactos es el quinto álbum del cantautor español Manolo García como solista, que salió a la venta el 25 de octubre de 2011. Se podría decir que en este álbum, el estilo de las canciones es más cercano al de los dos primeros discos, pero con los toques alternativos que han caracterizado los dos últimos. Es considerado su álbum más "natural", el título de la placa se refiere a “los días vírgenes, cuando todavía te ha agredido la realidad, cuando has decidido no leer los periódicos, cuando te apetece escuchar buena música y, quizás, pintar o componer algo.”
Cuenta con la colaboración de la cantante catalana Ivette Nadal en la canción Creyente bajo torres de alta tensión, siendo así el primer artista invitado en toda la discografía de Manolo García en solitario. Debutó en la posición 1 de los álbumes más vendidos de España. Ha sido certificado triple disco de platino en España con ventas de más de 120 000 copias.

## Lista de canciones

### Edición en CD
Todas las canciones escritas y compuestas por Manolo García. 
| N.º | Título                                                                       | Duración |  |
| 1.  | «Todos amamos desesperadamente»                                              | 3:19     |  |
| 2.  | «Un año y otro año»                                                          | 3:46     |  |
| 3.  | «Un alma de papel»                                                           | 3:56     |  |
| 4.  | «Lo quiero todo»                                                             | 4:00     |  |
| 5.  | «Un giro teatral»                                                            | 3:54     |  |
| 6.  | «Sombra de la sombra de tu sombrero»                                         | 3:31     |  |
| 7.  | «Estoy alegre»                                                               | 3:57     |  |
| 8.  | «Compasión y silencio»                                                       | 4:42     |  |
| 9.  | «Junto a ti»                                                                 | 3:45     |  |
| 10. | «Creyente bajo torres de alta tensión» (con la colaboración de Ivette Nadal) | 3:03     |  |
| 11. | «Los errantes»                                                               | 5:18     |  |
| 12. | «Lo que me diste cuando nada pedí»                                           | 3:09     |  |
| 13. | «Estamos ahí»                                                                | 4:39     |  |
| 14. | «Cabalgar la eternidad»                                                      | 3:36     |  |
| 15. | «Un giro teatral» (Versión acústica)                                         | 3:49     |  |
| 16. | «Un alma de papel» (Versión 2)                                               | 3:52     |  |

### Edición en Doble Vinilo
| Disco 1 · Cara A |                                 |          |  |
| N.º              | Título                          | Duración |  |
| 1.               | «Todos amamos desesperadamente» | 3:19     |  |
| 2.               | «Un año y otro año»             | 3:46     |  |
| 3.               | «Un alma de papel»              | 3:56     |  |
| 4.               | «Lo quiero todo»                | 4:00     |  |

| Disco 1 · Cara B |                                      |          |  |
| N.º              | Título                               | Duración |  |
| 1.               | «Un giro teatral»                    | 3:54     |  |
| 2.               | «Sombra de la sombra de tu sombrero» | 3:31     |  |
| 3.               | «Estoy alegre»                       | 3:57     |  |
| 4.               | «Compasión y silencio»               | 4:42     |  |

| Disco 2 · Cara A |                                                                              |          |  |
| N.º              | Título                                                                       | Duración |  |
| 1.               | «Junto a ti»                                                                 | 3:45     |  |
| 2.               | «Creyente bajo torres de alta tensión» (con la colaboración de Ivette Nadal) | 3:03     |  |
| 3.               | «Los errantes»                                                               | 5:18     |  |
| 4.               | «Lo que me diste cuando nada pedí»                                           | 3:09     |  |

| Disco 2 · Cara B |                                      |          |  |
| N.º              | Título                               | Duración |  |
| 1.               | «Estamos ahí»                        | 4:39     |  |
| 2.               | «Cabalgar la eternidad»              | 3:36     |  |
| 3.               | «Un giro teatral» (Versión acústica) | 3:49     |  |
| 4.               | «Un alma de papel» (Versión 2)       | 3:52     |  |